# Miroir laryngien

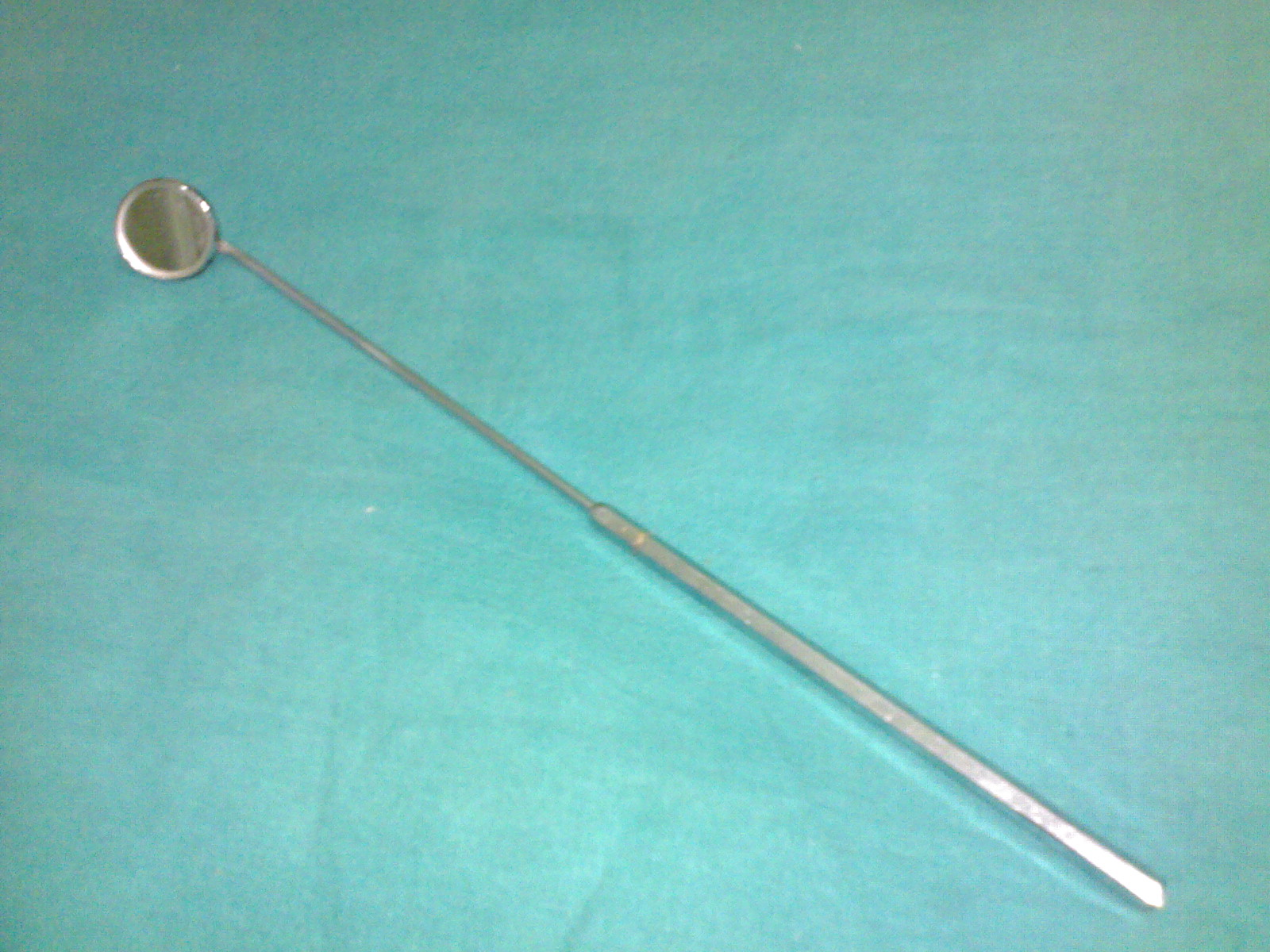
Miroir laryngien moderne.

Le miroir laryngien ou miroir laryngé ou plus anciennement laryngoscope, est un petit équipement médical utilisé pour l'examen en médecine générale, oto-rhino-laryngologie et médecine dentaire. Il permet un examen optique de la cavité buccale et plus loin du pharynx et du larynx.

## Description

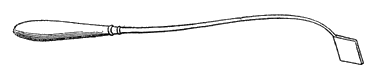
Dessin d'un laryngoscope de Czermak.

Il s'agit d'un petit miroir, supporté par une platine métallique et implanté à l'extrémité d'une tige métallique. Il y a toujours un angle entre le plan du miroir et la tige support. Il en existe en plusieurs diamètres classiquement de 12 à 30 mm. La tige peut être complétée d'un abaisse langue et d'une poignée. Il peut être allongé par un prolongateur de manche, avoir un manche courbe, être doté d'une source lumineuse, le manche peut être fixe ou amovible, etc.

## Utilisation

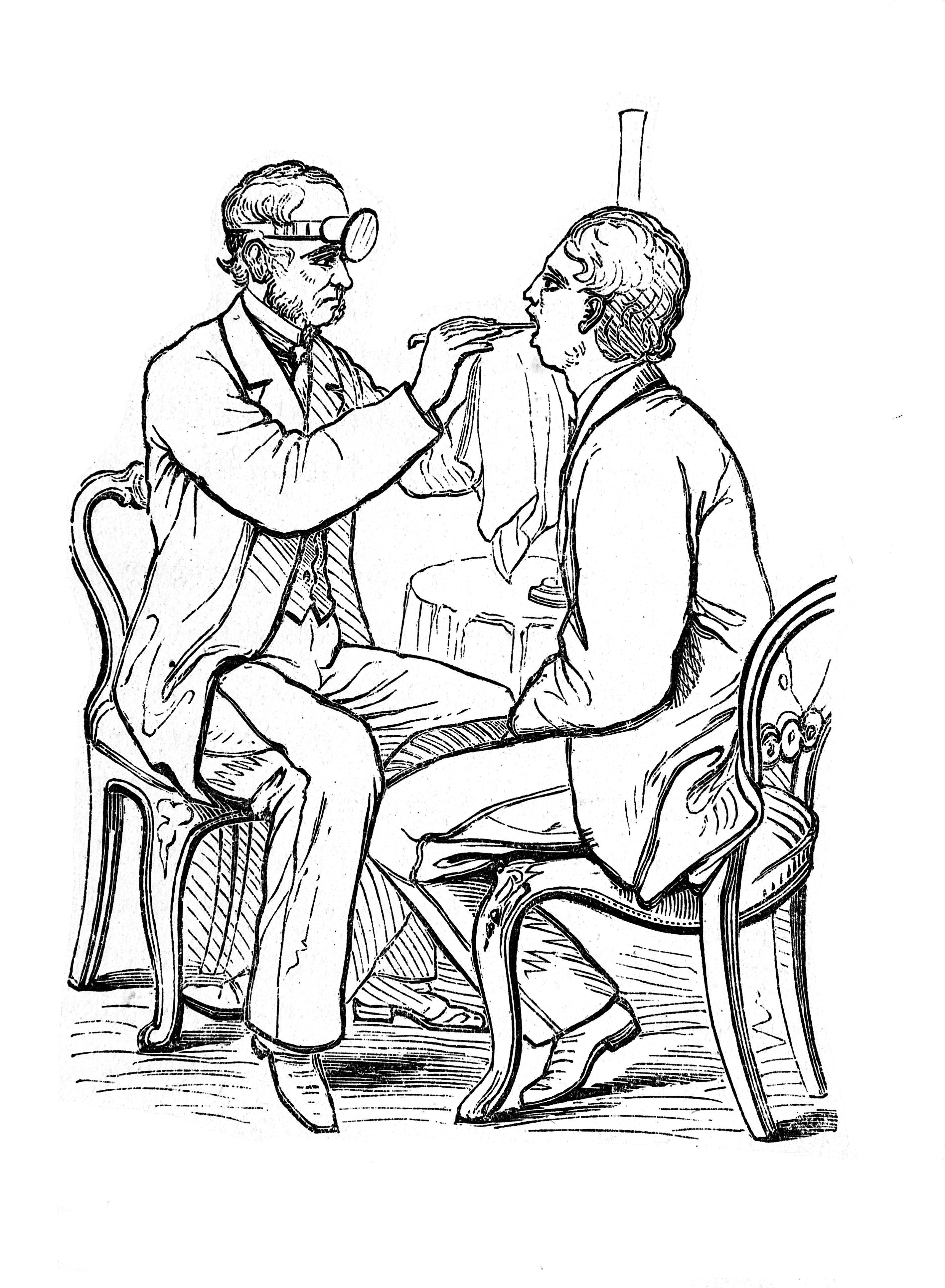
Réalisation d'une laryngoscopie directe classique, à noter l'emploi simultané du miroir de Clar, complément indispensable pour assurer un bon éclairage du pharynx

Le miroir laryngé est utilisé selon l'examinateur : pour l'examen précis de la cavité buccale et de la denture, et plus en arrière soit pour l'examen de la partie haute du pharynx (cavum ou nasopharynx ou rhinopharynx), soit celui de la partie médiane (oropharynx), soit enfin de la partie basse (hypopharynx,) ou de l'orifice supérieur du larynx. Il est supplanté dans ces dernières indications par le laryngoscope à lame flexible.
Outre l'examen buccal, les symptômes qui amènent à pratiquer une laryngoscopie au miroir sont principalement la toux chronique, la dysphagie, les modifications de la voix, les douleurs de la gorge, et la sensation de corps étranger dans la gorge. Par ailleurs, la surveillance des patients à haut risque de cancer de la tête et du cou (grands fumeurs ou consommateurs d'alcool) a recours à cet examen simple et peu coûteux en première intention.
La laryngoscopie peut également être utile pour évaluer l'état des voies respiratoires avant une intubation orotrachéale.
Le miroir laryngien doit être tiédi avant emploi afin d'éviter la formation de buée pendant l'examen,.

## Histoire

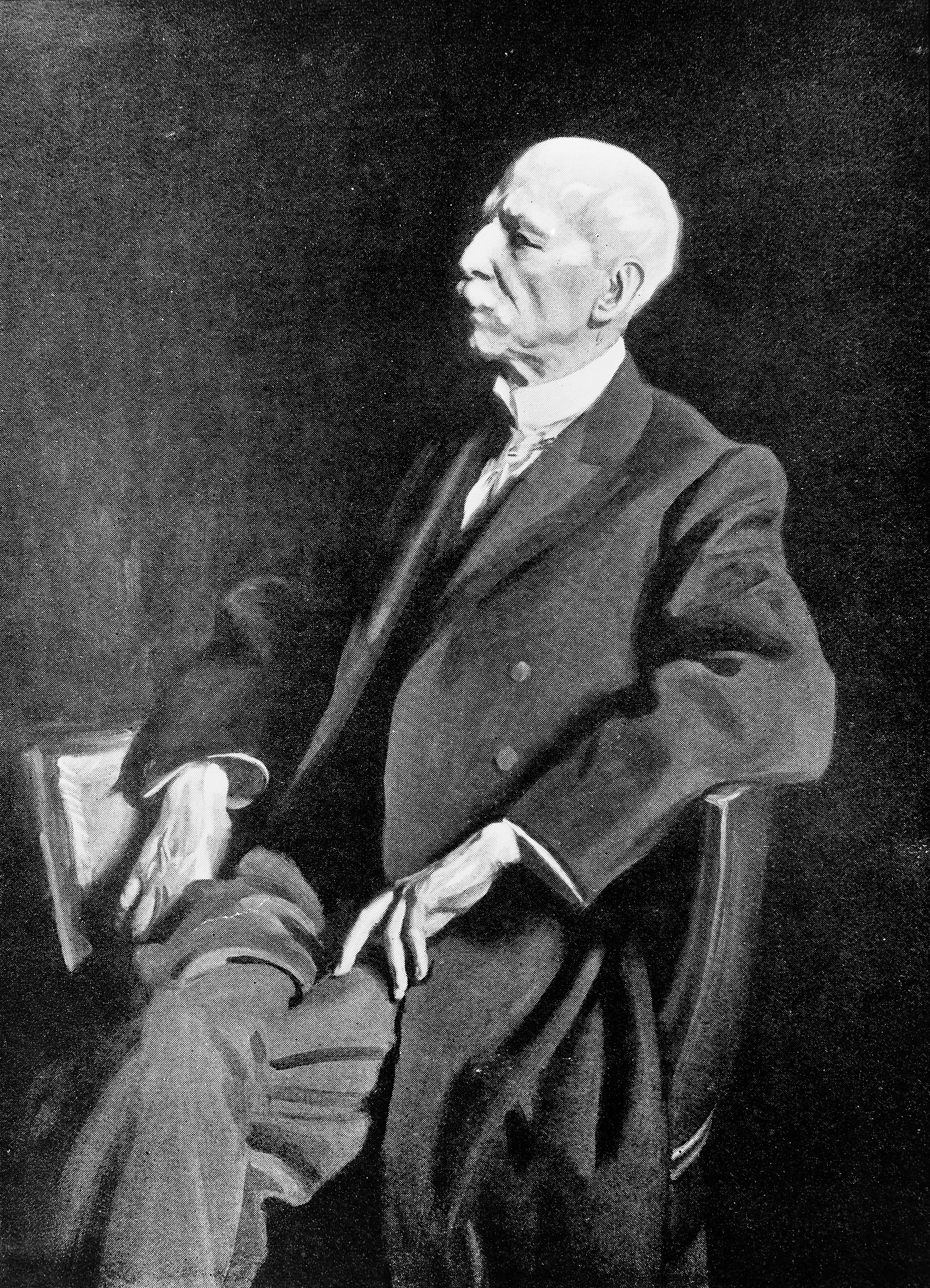
Manuel Garcia centenaire, concepteur de la vision directe du larynx.

Il s'agit du premier instrument moderne ayant permis de voir sur la personne vivante les trois étages du pharynx derrière l'arc muqueux palato-pharyngien (arc de muqueuse tendu entre le palais et le pharynx) et de donner une vision (inversée) du haut du larynx. Son invention, présentée en 1855, en revient à Manuel Garcia (fils), baryton et professeur de chant, d'abord pour l'étude de la formation des sons. Son développement et son utilisation médicale doivent beaucoup au médecin hongrois Johann Czermak. Pendant trois-quarts de siècle il est connu sous le nom de laryngoscope, jusqu'à ce que l'invention du laryngoscope à lame flexible d'Ivan McGill accapare le nom de laryngoscope et cantonne son prédécesseur à celui de miroir laryngé ou laryngien.